# Gisela Vetter-Liebenow

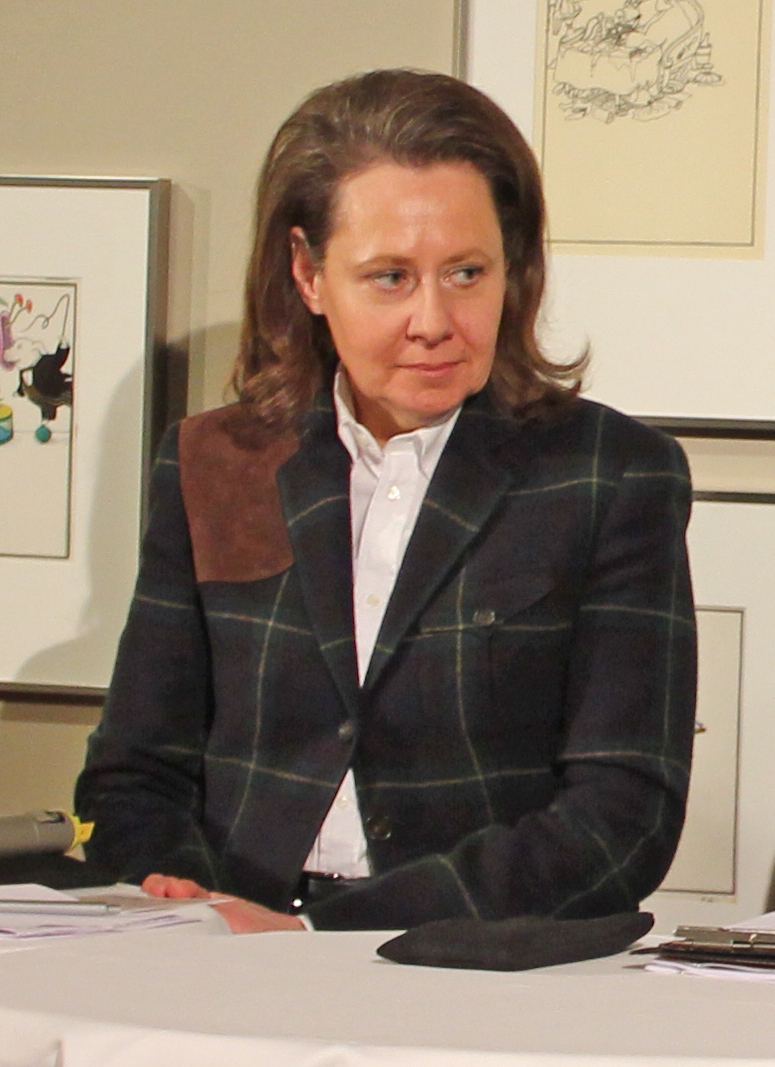
Gisela Vetter-Liebenow, 2015

Gisela Vetter-Liebenow (* 1959 als Gisela Vetter) ist eine deutsche Kunsthistorikerin und Kuratorin. Sie leitet das  Wilhelm Busch – Deutsches Museum für Karikatur und Zeichenkunst in Hannover.

## Leben und Werk
Gisela Vetter-Liebenow wurde 2011 mit ihrer kunsthistorischen Dissertation zum Thema Kleider machen Leute. Formen der Kleidersprache in der Karikatur an der Universität Hamburg promoviert. Im Juni 2012 übernahm sie die Leitung des Museums Wilhelm Busch – Deutsches Museum für Karikatur und Zeichenkunst.
Seit 1993 hat sie zu 20 Ausstellungen, die sie kuratiert hat, auch die Begleitbände herausgegeben, darunter im Jahr 2000 für Großstadtfieber – 75 Jahre ‘The New Yorker’ mit rund 120 Cover-Zeichnungen der berühmtesten satirischen Künstler des 20. Jahrhunderts. Aus Anlass des 75-jährigen Jubiläums des Museums Wilhelm Busch kuratierte sie die Ausstellung Karikatur und Zeichenkunst mit 200 Werken von Künstlern aus dem 17. Jahrhundert bis in die Gegenwart.
Nach dem Anschlag auf Charlie Hebdo im Januar 2015 initiierte Gisela Vetter-Liebenow eine Werkschau der Karikaturen der getöteten Zeichner im Internet, an der neben dem Wilhelm-Busch-Museum die Karikatur-Museen aus Frankfurt am Main, Kassel und Basel beteiligt sind. Seit 3. Juli 2015 können auf der Plattform museen-fuer-satire.com die Karikaturen und ins Deutsche übersetzte Texte des französischen Satiremagazins abgerufen werden. Jeder Zeichner wird in einer Biografie vorgestellt. Außerdem werden die Satiren in einem gesellschaftlichen und politischen Kontext erklärt und Reaktionen auf das Attentat aufgearbeitet. Für Vetter-Liebenow gehört es zu den Aufgaben der Museen, Verständnis für die Zeichner zu wecken. Von 2012 bis 2021 war sie Vorstandsmitglied im Arbeitskreis selbständiger Kultur-Institute e.V. - AsKI.

## Veröffentlichungen (Auswahl)
Als Herausgeberin
- Großstadtfieber. 75 Jahre ‘The New Yorker’, Hatje Cantz, Ostfildern 2000, ISBN 978-3-7757-0948-4
- Balsam und Gift, Hatje Cantz, Ostfildern 2000, ISBN 978-3-7757-0523-3
- Ronald Searle, Hirmer Verlag, München 2001, ISBN 978-3-7774-6970-6
- Machtspiele. Erich Sokol. Karikaturen, Wilhelm-Busch-Gesellschaft 2004, ISBN 978-3-921752-45-6
- Napoleon – Genie und Despot. Ideal und Kritik in der Kunst um 1800, Wilhelm-Busch-Gesellschaft, 2006, ISBN 978-3-921752-48-7
- Schick und Schrill. Modekarikaturen und Modezeichnungen aus drei Jahrhunderten, Hirmer Verlag, München 2008, ISBN 978-3-7774-4325-6
- Friedrich Karl Waechter. Zeichenkunst, Hirmer Verlag, München 2009, ISBN 978-3-7774-9095-3
- Karikatur und Zeichenkunst, Hirmer Verlag, München 2012, ISBN 978-3-7774-5511-2
- Königliches Theater! Britische Karikaturen aus der Zeit der Personalunion und der Gegenwart,  herausgegeben vom Wilhelm Busch – Deutsches Museum für Karikaturen und Zeichenkunst 2014, ISBN 978-3-95498-089-5[6]
- Nichts gegen Männer … Karikaturen und Zeichnungen von Marie Marcks. Ausstellungskatalog. Anlässlich einer Ausstellung im Deutschen Museum für Karikaturen und Zeichenkunst, Hannover 2015.

Als Autorin
- Lichtenberg reloaded! Eine Hommage, Göttinger Verlag der Kunst 2015, ISBN 978-3-945869-00-0